# Слађана Илић
Слађана Илић (Краљево, 1974) српски је књижевни критичар, есејиста и приповедач.

## Биографија
Дипломирала је 1998. године на Филозофском факултету у Нишу, на студијској групи за српски језик и југословенске књижевности. Магистарски рад Моралистичке идеје у поезији Јована Стерије Поповића одбранила је 2005. на Филолошком факултету у Београду (ментор проф. др Мило Ломпар). Докторирала на Факултету политичких наука у Београду (2016) на тему Политички дискурс у приповеткама Радована Белог Марковића (ментор проф. др Добривоје Станојевић, као и на Филозофском факултету у Новом Саду (2016) на тему Типови фантастике у прози Радована Белог Марковића (ментор проф. др Сава Дамјанов). Била је члан уредништва часописа за књижевност, уметност и културу Градина (Ниш) 2001. године. Од 2007. године члан је редакције часописа за књижевност, уметност и културу Наш траг (Велика Плана). Од 2003. године члан је великог жирија Вечерњих новости за књижевну Награду Меша Селимовић.
Члан је Српског књижевног друштва и главна и одговорна уредница Књижевног магазина (од 1. јануара 2020. године) који издаје Српско књижевно друштво. Стални је књижевни критичар Вечерњих новости. Живи и ради у Београду.

## Књижевни рад
Од 2000. године активно пише књижевну критику и учествује на научним скуповима и симпозијумима о књижевности. Радови су јој објављивани у: Летопису Матице српске (Нови Сад), Златној греди (Нови Сад), Књижевном листу (Београд), Књижевности (Београд), у међународном часопису Стил (Београд), Свескама (Панчево), Повељи (Краљево), Градини (Ниш), Слави (Ниш), часопису на бугарском језику Мост (Ниш), Нашем стварању (Лесковац), Бдењу (Сврљиг), Трагу (Врбас), Корацима (Крагујевац), Пољима (Нови Сад), Нашем трагу (Велика Плана) итд.

## Књиге
- Нешто се ипак догодило (Огледи о савременој српској прози сезоне 2000-2004), Агора, Зрењанин, 2005;
- Женски у сто техника, кратка проза, Дерета, Београд, 2014;
- Државна животиња: политика и људи у причама Радована Белог Марковића, Градска библиотека Лајковац, Лајковац, 2018;
- Зло у књижевности и култури: колонијални ум српске транзиције, Catena mundi, Београд, 2021;
- Анђели и страшила: типови фантастике у прози Радована Белог Марковића, Научно удружење за развој српских студија, Нови Сад, 2021;